# Strepsinoma amaura
Strepsinoma amaura là một loài bướm đêm trong họ Crambidae.